# باول تشوا
باول تشوا (بالإنجليزية: Paul Chua)‏ هو أمين الخزينة سنغافوري، ولد في 2 سبتمبر 1941.